# Storstrøm (amt)
L'amt de Storstrøm était un des amter du Danemark (département).

## Géographie
L'amt de Storstrøm était composé du sud de l'île de Seeland et des îles de Lolland, Falster et Møn.

## Liste des municipalités
L'amt de Storstrøm était composé des municipalités suivantes :
| - Fakse - Fladså - Holeby - Holmegaard - Højreby - Langebæk - Maribo - Møn - Nakskov - Nykøbing Falster - Nysted - Næstved | - Nørre Alslev - Præstø - Ravnsborg - Rudbjerg - Rødby - Rønnede - Sakskøbing - Stevns - Stubbekøbing - Suså - Sydfalster - Vordingborg |